# Acquedotto di Pontcysyllte
L'acquedotto di Pontcysyllte (ˌpɔntkəˈsəɬtɛ) è un acquedotto navigabile che trasporta il canale Llangollen lungo la valle del fiume Dee, tra i villaggi di Trevor e di Froncysyllte, nel Wrexham nel Galles nord-orientale.
Completato nel 1805, è l'acquedotto più lungo ed alto della Gran Bretagna ed un monumento classificato come Grade I, oltre che patrimonio dell'umanità dell'UNESCO dal 2009.

## Storia
L'acquedotto, costruito da Thomas Telford e William Jessop, è lungo 307 metri, largo 3,4 e profondo 1,6; è fatto di ghisa ed archi in ghisa da 38 metri sui quali scorre il canale, sorretti da 19 pilastri e con campate larghe 16 metri ognuna. In molti erano scettici, ma Telford era sicuro: aveva già costruito almeno un acquedotto in ferro (quello di Longdon-on-Tern che contiene il canale Shrewsbury).
La malta utilizzata era formata da calce, acqua e sangue di bue. Le strutture in placche di ferro erano forgiate nella vicina fonderia Plas Kynaston, costruita per l'occasione. Il cuore fu fatto in flange di ferro, bullonate insieme con giunti sigillati con flanella gallese ed un misto di cerussite e pezzi di ferro proveniente dai rifiuti dell'alesatura. Le placche di ferro non erano rettangolari, ma modellate per dare l'impressione di pietre tradizionali, proseguendo la linea degli archi sottostanti. Gli archi di supporto, quattro per ogni campata, erano in ghisa, con pannelli sul lato esterno che davano l'aspetto di supporti solidi. Il condotto non era fissato agli archi, ma lug inseriti nelle piastre del pavimento si bloccavano sulle costole in ferro per impedirne il movimento. Fu lasciato per sei mesi con dell'acqua all'interno, per verificare eventuali perdite.
Parte di quello che un tempo era chiamato canale Ellesmere è oggi uno dei principali progetti di ingegneria civile eseguiti da Thomas Telford (supervisionato da William Jessop). Il ferro fu fornito da William Hazledine e dalle sue fonderie di Shrewsbury e Cefn Mawr. Fu aperto il 26 novembre 1805, dopo 10 anni di progetti e lavori per un costo totale di 47.000 sterline britanniche.
L'alaggio è percorso da travi a sbalzo per tutta la larghezza dell'acquedotto. Questo metodo permetteva di creare un passaggio della larghezza massima, e che l'acqua spostata dalla prua delle navi potesse fluire fino alla poppa, e questo permetteva alle navi strette di navigare il canale con facilità. I pedoni sono protetti da ringhiere sul lato esterno dell'alaggio. Dato che il bordo si trova solo 15 centimetri sopra al pelo dell'acqua, e quindi sotto al ponte delle navi di passaggio, il timoniere non aveva nulla tra sé e il vuoto. L'acquedotto di Cosgrove ha una struttura simile, anche se su scala minore.
Esiste un tappo al centro dell'acquedotto per permettere di drenare il canale facendolo fluire nel fiume Dee sottostante, per permetterne la manutenzione.

### Richiesta all'UNESCO
L'acquedotto ed il terreno circostante sono stati proposti all'UNESCO come nuovo patrimonio dell'umanità nel 1999. L'acquedotto fu riproposto nel 2005, in occasione del secondo secolo di vita, e nel 2006 fu annunciata la nascita di un progetto su grande scala che comprendeva parte del canale dall'acquedotto alle cascate Horseshoe.
Il corso del canale da Rhoswiel (Shropshire) alle cascate Horseshoe comprende la principale struttura dell'acquedotto di Pontcysyllte oltre al vecchio acquedotto di Chirk. Furono visitati dai membri dell'UNESCO nell'ottobre del 2008, per effettuare le analisi del caso. L'iscrizione ufficiale avvenne il 27 giugno 2009.

## Galleria d'immagini

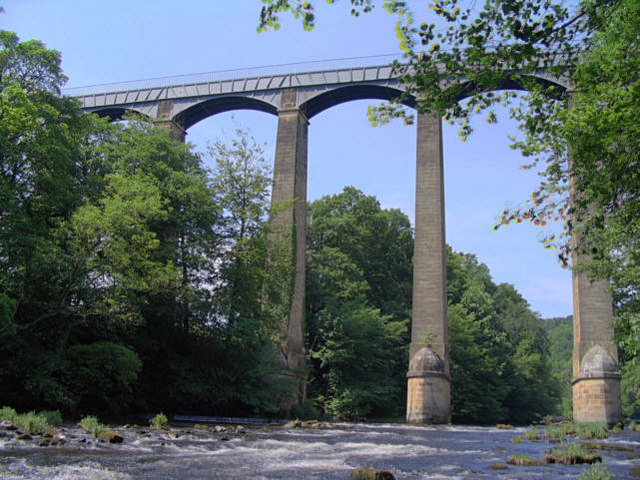
Il fiume Dee corre sotto all'acquedotto di Pontcysyllte
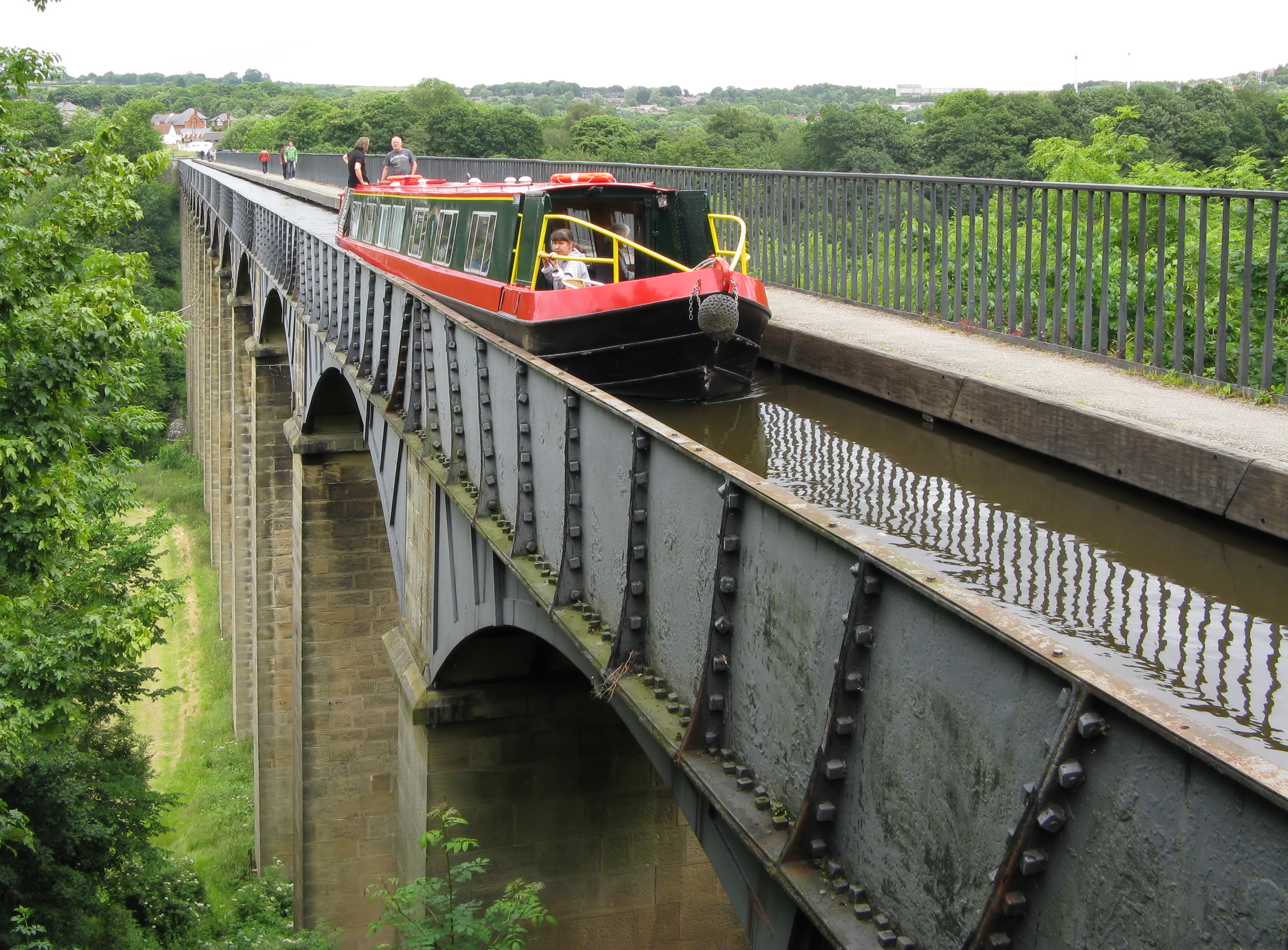
Una nave percorre il canale attraversando l'acquedotto
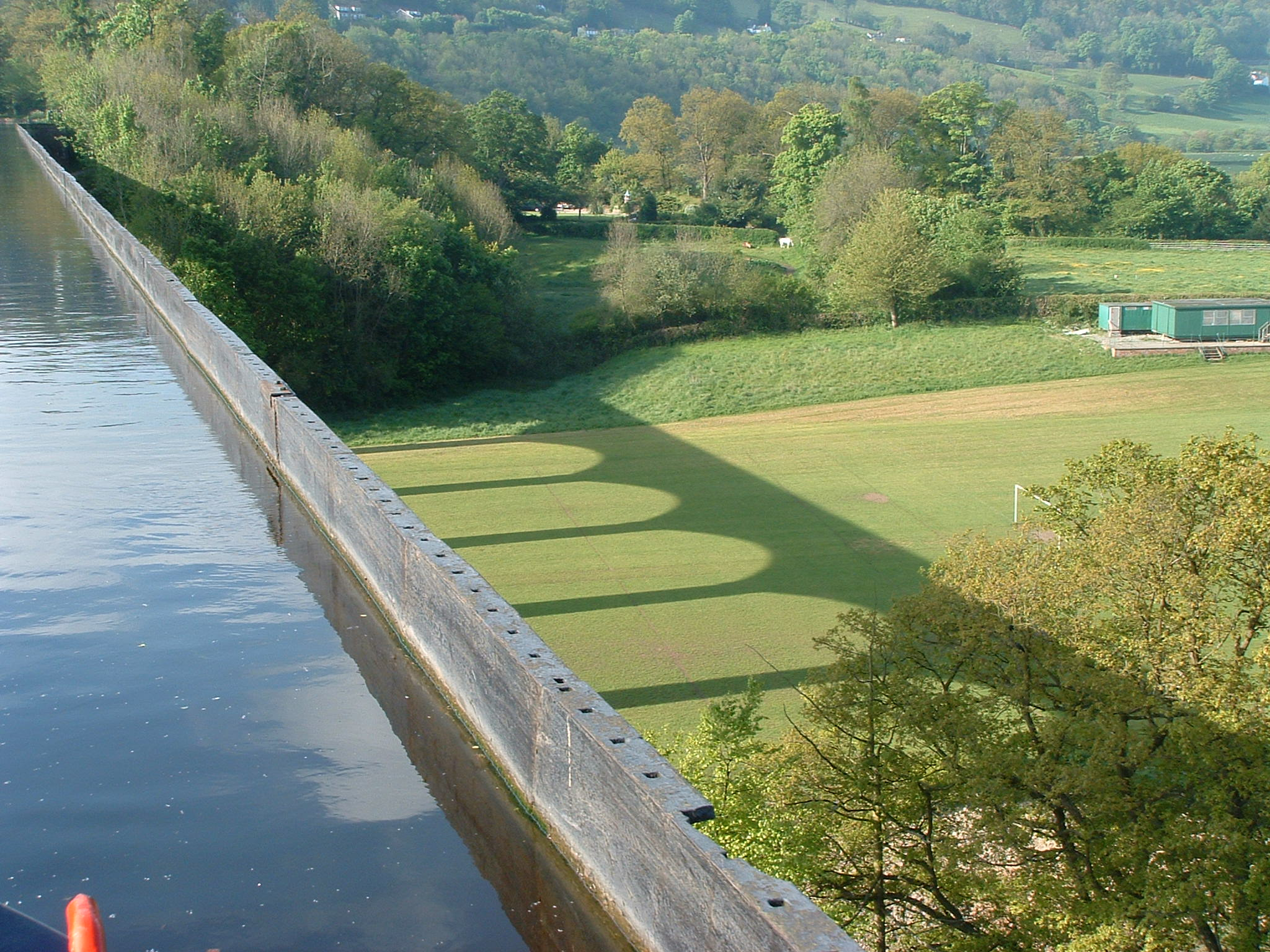
Panorama della valle del Dee vista dall'acquedotto